# William L. Greenly

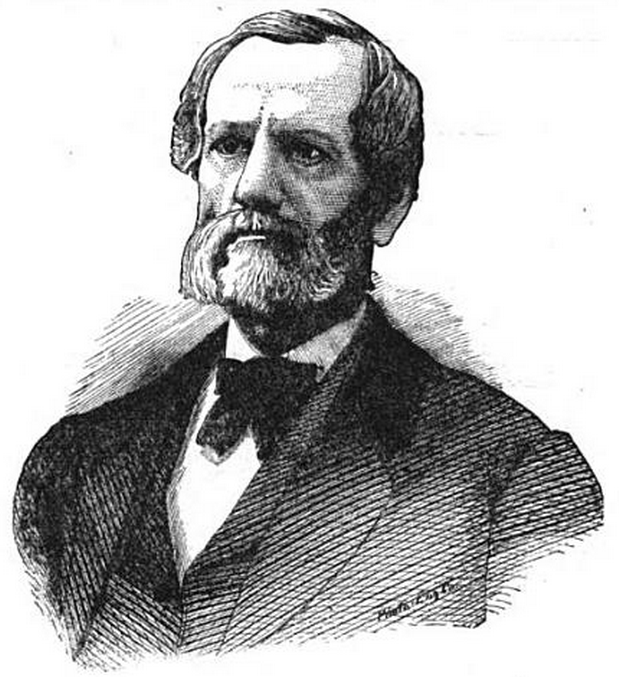
William Greenly

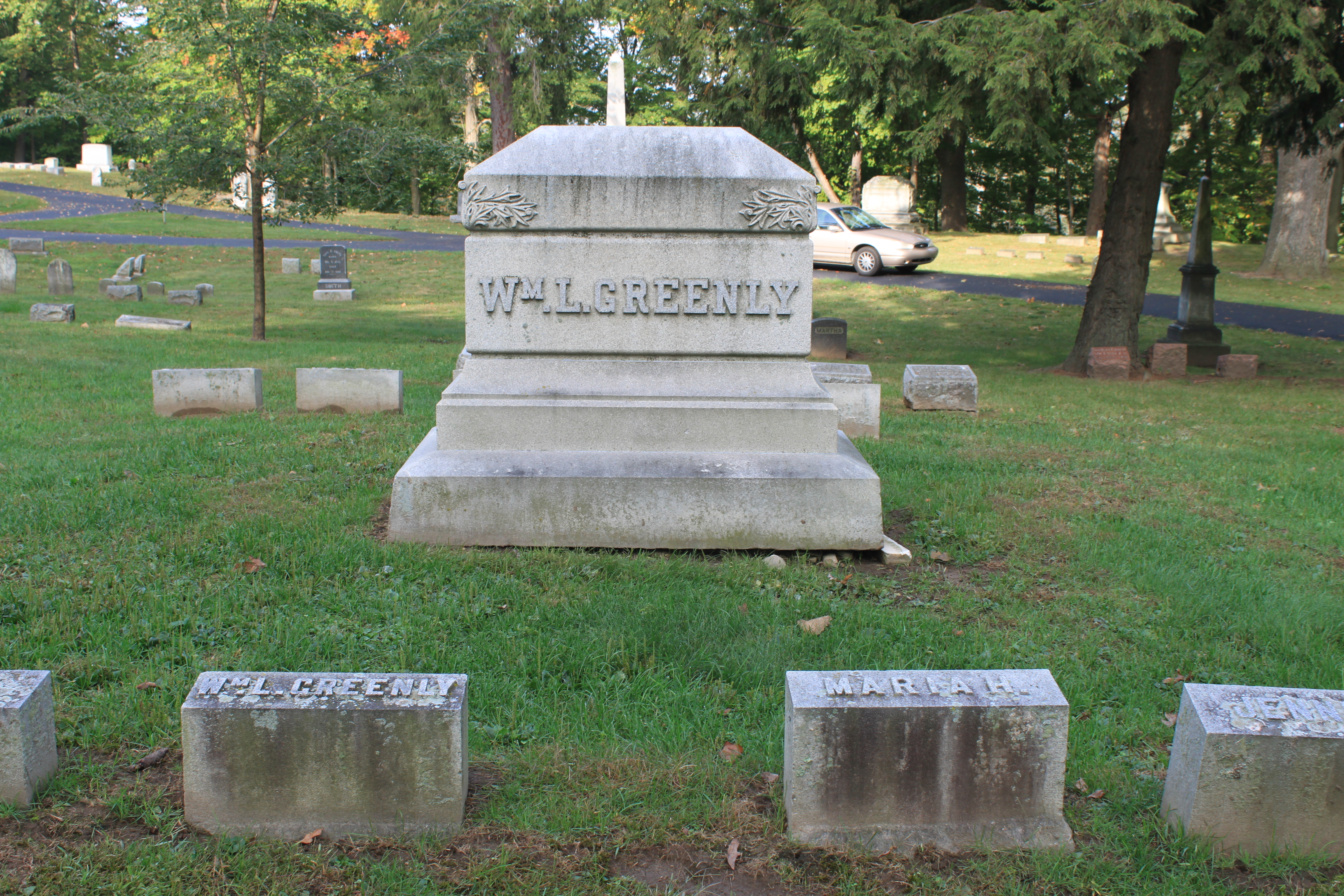
Greenlys Grab in Adrian

William L. Greenly (* 18. September 1813 in Hamilton, Madison County, New York; † 29. November 1883 in Adrian, Michigan) war ein US-amerikanischer Politiker und von 1847 bis 1848 der 6. Gouverneur des Bundesstaates Michigan.

## Frühe Jahre und politischer Aufstieg
William Greenly besuchte bis 1831 das Union College im Staat New York. Nach einem anschließenden Jurastudium und seiner 1834 erfolgten Zulassung als Rechtsanwalt begann er in Eaton (New York) in seinem neuen Beruf zu arbeiten. Im Jahr 1836 zog Greenly nach Adrian in Michigan. Dort wurde er als Mitglied der Demokratischen Partei politisch aktiv. Zwischen 1839 und 1840 sowie nochmals von 1842 bis 1843 saß er im Senat von Michigan. Im Jahr 1845 wurde er zum Vizegouverneur des Staates gewählt. Dieses Amt trat er im Januar 1846 an. Nachdem der amtierende Gouverneur Alpheus Felch am 3. März 1847 von seinem Amt zurückgetreten war, um in den US-Kongress zu wechseln, musste Greenly als dessen Stellvertreter die angebrochene Amtszeit beenden.

## Gouverneur von Michigan
Zwischen dem 3. März 1847 und dem 3. Januar 1848 konnte Greenly als Gouverneur amtieren. In dieser Zeit endete der Mexikanisch-Amerikanische Krieg, an dem auch Soldaten aus Michigan teilgenommen hatten, die nun wieder in ihre Heimat zurückkehrten. Ansonsten verlief Greenlys kurze Amtszeit ohne besondere Ereignisse in Michigan. Auch nach dem Ende seiner Gouverneurszeit blieb Greenly politisch aktiv. Im Jahr 1858 wurde er Bürgermeister seiner Heimatgemeinde Adrian; außerdem war er zwölf Jahre lang Friedensrichter. William Greenly verstarb am 29. November 1883. Er war dreimal verheiratet und hatte ein Kind.